# サイレントプライド
サイレントプライド（欧字名:Silent Pride、2003年3月3日 - ）は、日本の競走馬。主な勝ち鞍に2008年のダービー卿チャレンジトロフィー、富士ステークス。
馬名の意味は、「静かな誇り」。半兄に2005年のエプソムカップを制したスズノマーチがいる。

## 経歴

### 2歳-3歳（2005-2006年）
2005年7月23日の新潟競馬場第5Rの2歳新馬戦がデビュー戦となり、1番人気に支持されたがクビ差で2着だった。続く2歳未勝利ではサクラメガワンダーを半馬身差で上回ってデビュー2戦目で初勝利を挙げた。しかしその後新潟2歳ステークスに向けての調教中に骨折して療養することになった。
3歳時の3月頃に帰厩し、4月22日の3歳500万下競走が復帰戦で4着となった。続く5月14日の3歳500万下競走を制して2勝目を挙げてオープン馬となった（ただし、次開催から1000万下条件に降級）。その後は初の重賞挑戦となったユニコーンステークスで4着、自己条件の豊栄特別を制して3勝目を挙げたが、レース後にまたも骨折し、療養に入った。

### 4歳（2007年）
骨折明け初戦は3月のアクアマリンステークス（1600万下）だったが、4番人気で制して4勝目を挙げて再びオープン馬となった。その後は重賞戦線を走り、ダービー卿チャレンジトロフィーで4着、新潟大賞典は1番人気で2着、兄弟制覇が期待されたエプソムカップでは1番人気で3着となるなど安定した走りを見せたが勝利は挙げられずに降級となった。しかし降級初戦の漁火ステークス（1600万下）でアグネスアーク（その後札幌記念、毎日王冠、天皇賞（秋）を連続2着）らを相手に制し、次走は札幌記念に出走予定だったが、馬インフルエンザの影響で開催が延期となり、延期されたレースでは2番人気に支持されたが11着で、デビュー12戦目で初めて掲示板外の結果に終わった。レース後は休養に入り、復帰戦となったディセンバーステークスをブラックタイドらを相手に制した。

### 5歳（2008年）
この年初戦の中山金杯は1番人気に支持されたが7着、続く東京新聞杯は8着と連敗が続いたが、2年連続出走となったダービー卿チャレンジトロフィーを4番人気で制して重賞初勝利を挙げた。秋初戦は富士ステークス。ここも4番人気で制し、重賞2勝目を飾った。そして後藤浩輝に乗り替わって迎えた本番、マイルチャンピオンシップでは6番人気だったが14着だった。

### 6歳（2009年）
この年は東京新聞杯から始動、3番人気に推されたが、ブービーの15着に終わった。その後、連覇がかかったダービー卿チャレンジトロフィーでは人気通りの9着に敗れた。休養を挟んで京成杯オータムハンデキャップに出走したが、5着に敗れた。その後、連覇をかけて富士ステークスに出走したが、終始後方のまま14着と大敗した。3年ぶりのダート戦となった武蔵野ステークスでは16着と殿負けに終わった。結果的にこのレースを最後に引退となり、
年が明けた2010年3月14日付でJRA競走馬登録を抹消された。

### 引退後
引退後は千葉県香取市の北総牧場で乗馬となる。
2021年9月25日、歌手で現在は馬術競技の選手としても活動している華原朋美が、自身の息子とともにサイレントプライドに騎乗している様子をSNSに投稿した。

## エピソード
2008年度のJRAブランドCF（テレビ）において、2007年ディセンバーステークス勝利時の画像が使用されている。

## 競走成績
| 年月日 | 年月日 | 年月日 | 競馬場 | 競走名        | 格       | 頭 数 | 枠 番 | 馬 番 | オッズ （人気） | オッズ （人気） | 着順 | 騎手     | 斤量 (kg) | 距離（馬場）  | タイム （上り3F） | 着差 | 勝ち馬/（2着馬）       |
| 2005   | 7.     | 23     | 新潟   | 2歳新馬       |          | 14    | 3     | 1     | 3.1             | （1人）         | 2着  | 村田一誠 | 54        | 芝1200m（良） | 1:10.8 (36.4)     | 0.0  | マイネルパイレット     |
|        | 8.     | 6      | 新潟   | 2歳未勝利     |          | 11    | 7     | 8     | 4.6             | （2人）         | 1着  | 後藤浩輝 | 54        | 芝1600m（良） | 1:36.2 (33.8)     | -0.1 | （サクラメガワンダー） |
| 2006   | 4.     | 22     | 東京   | 3歳500万下    |          | 16    | 8     | 15    | 4.6             | （2人）         | 3着  | 後藤浩輝 | 56        | ダ1400m（良） | 1:25.8 (37.7)     | 0.4  | マルターズマッシブ     |
|        | 5.     | 14     | 東京   | 3歳500万下    |          | 13    | 2     | 2     | 3.9             | （3人）         | 1着  | 蛯名正義 | 56        | 芝1600m（稍） | 1:34.9 (35.1)     | -0.3 | （ビッグカポネ）       |
|        | 6.     | 3      | 東京   | ユニコーンS   | JpnIII   | 16    | 4     | 8     | 14.9            | （8人）         | 4着  | 後藤浩輝 | 56        | ダ1600m（良） | 1:38.1 (38.7)     | 0.9  | ナイキアースワーク     |
|        | 7.     | 15     | 新潟   | 豊栄特別      | 1000万下 | 15    | 3     | 4     | 2.6             | （1人）         | 1着  | 後藤浩輝 | 54        | 芝2000m（良） | 1:34.4 (34.0)     | -0.2 | （アクレイム）         |
| 2007   | 3.     | 11     | 中山   | アクアマリンS | 1600万下 | 16    | 2     | 4     | 7.1             | （4人）         | 1着  | 後藤浩輝 | 57        | 芝1600m（重） | 1:35.9 (36.8)     | -0.1 | （ゼットフラッシュ）   |
|        | 4.     | 1      | 中山   | ダービー卿CT  | GIII     | 15    | 2     | 2     | 6.9             | （3人）         | 4着  | 後藤浩輝 | 55        | 芝1600m（良） | 1:33.5 (35.5)     | 0.4  | ピカレスクコート       |
|        | 5.     | 5      | 新潟   | 新潟大賞典    | JpnIII   | 16    | 5     | 10    | 6.0             | （1人）         | 2着  | 後藤浩輝 | 55        | 芝2000m（良） | 1:57.7 (34.1)     | 0.0  | ブライトトゥモロー     |
|        | 6.     | 10     | 東京   | エプソムC     | GIII     | 18    | 7     | 14    | 3.8             | （1人）         | 3着  | 後藤浩輝 | 56        | 芝1800m（稍） | 1:48.3 (35.3)     | 0.0  | エイシンデピュティ     |
|        | 7.     | 21     | 函館   | 漁火S         | 1600万下 | 12    | 3     | 3     | 1.9             | （1人）         | 1着  | 横山典弘 | 57        | 芝1800m（良） | 1:48.8 (35.4)     | -0.2 | （フィールドベアー）   |
|        | 9.     | 2      | 札幌   | 札幌記念      | JpnII    | 16    | 8     | 15    | 4.5             | （2人）         | 11着 | 横山典弘 | 57        | 芝2000m（良） | 2:01.0 (35.2)     | 0.9  | フサイチパンドラ       |
|        | 12.    | 15     | 中山   | ディセンバーS | OP       | 16    | 3     | 6     | 3.2             | （1人）         | 1着  | 後藤浩輝 | 56        | 芝1800m（良） | 1:47.3 (35.1)     | -0.6 | （スターイレブン）     |
| 2008   | 1.     | 5      | 中山   | 中山金杯      | GIII     | 16    | 3     | 6     | 3.6             | （1人）         | 6着  | 横山典弘 | 57        | 芝2000m（良） | 2:01.2 (34.9)     | 0.5  | アドマイヤフジ         |
|        | 2.     | 2      | 東京   | 東京新聞杯    | GIII     | 16    | 8     | 16    | 5.6             | （3人）         | 8着  | 横山典弘 | 56        | 芝1600m（良） | 1:33.1 (34.2)     | 0.3  | ローレルゲレイロ       |
|        | 4.     | 6      | 中山   | ダービー卿CT  | GIII     | 16    | 8     | 16    | 8.8             | （4人）         | 1着  | 横山典弘 | 57        | 芝1600m（良） | 1:34.2 (34.6)     | -0.0 | （ドラゴンウェルズ）   |
|        | 10.    | 25     | 東京   | 富士S         | GIII     | 18    | 3     | 5     | 11.3            | （4人）         | 1着  | 横山典弘 | 57        | 芝1600m（良） | 1:32.7 (34.5)     | -0.0 | （リザーブカード）     |
|        | 11.    | 23     | 京都   | マイルCS      | GI       | 18    | 7     | 13    | 16.5            | （6人）         | 13着 | 後藤浩輝 | 57        | 芝1600m（良） | 1:33.3 (35.3)     | 0.7  | ブルーメンブラット     |
|        | 12.    | 21     | 阪神   | 阪神C         | JpnII    | 18    | 6     | 11    | 6.5             | （2人）         | 6着  | 後藤浩輝 | 57        | 芝1400m（良） | 1:22.0 (36.0)     | 0.4  | マルカフェニックス     |
| 2009   | 1.     | 31     | 東京   | 東京新聞杯    | GIII     | 16    | 6     | 11    | 8.4             | （3人）         | 15着 | 横山典弘 | 58        | 芝1600m（不） | 1:40.1 (40.5)     | 3.2  | アブソリュート         |
|        | 4.     | 5      | 中山   | ダービー卿CT  | GIII     | 15    | 7     | 13    | 13.9            | （9人）         | 9着  | 後藤浩輝 | 58        | 芝1600m（良） | 1:34.0 (34.6)     | 0.3  | タケミカヅチ           |
|        | 9.     | 13     | 中山   | 京成杯AH      | GIII     | 16    | 5     | 10    | 18.8            | （7人）         | 5着  | 横山典弘 | 58        | 芝1600m（良） | 1:32.4 (35.5)     | 0.3  | ザレマ                 |
|        | 10.    | 24     | 東京   | 富士S         | GIII     | 18    | 7     | 13    | 12.5            | （7人）         | 14着 | 後藤浩輝 | 57        | 芝1600m（良） | 1:33.8 (35.0)     | 0.5  | アブソリュート         |
|        | 11.    | 7      | 東京   | 武蔵野S       | GIII     | 16    | 7     | 13    | 58.6            | （12人）        | 16着 | 後藤浩輝 | 56        | ダ1600m（良） | 1:39.2 (40.1)     | 3.7  | ワンダーアキュート     |

## 血統表
| サイレントプライドの血統デピュティミニスター系 / Northern Dancer4×4=12.50% | サイレントプライドの血統デピュティミニスター系 / Northern Dancer4×4=12.50% | サイレントプライドの血統デピュティミニスター系 / Northern Dancer4×4=12.50% | （血統表の出典）      | （血統表の出典） |
| 父 *フレンチデピュティ French Deputy 1992 栗毛                             | 父の父Deputy Minister 1979 黒鹿毛                                          | Vice Regent                                                                | Northern Dancer       | Northern Dancer  |
| 父 *フレンチデピュティ French Deputy 1992 栗毛                             | 父の父Deputy Minister 1979 黒鹿毛                                          | Vice Regent                                                                | Victria Regina        |                  |
| 父 *フレンチデピュティ French Deputy 1992 栗毛                             | 父の父Deputy Minister 1979 黒鹿毛                                          | Mint Copy                                                                  | Bunty's Flight        | Bunty's Flight   |
| 父 *フレンチデピュティ French Deputy 1992 栗毛                             | 父の父Deputy Minister 1979 黒鹿毛                                          | Mint Copy                                                                  | Shakney               |                  |
| 父 *フレンチデピュティ French Deputy 1992 栗毛                             | 父の母Mitterand 1981 鹿毛                                                  | Hold Your Peace                                                            | Speak John            | Speak John       |
| 父 *フレンチデピュティ French Deputy 1992 栗毛                             | 父の母Mitterand 1981 鹿毛                                                  | Hold Your Peace                                                            | Blue Moon             |                  |
| 父 *フレンチデピュティ French Deputy 1992 栗毛                             | 父の母Mitterand 1981 鹿毛                                                  | Laredo Lass                                                                | Bold Ruler            | Bold Ruler       |
| 父 *フレンチデピュティ French Deputy 1992 栗毛                             | 父の母Mitterand 1981 鹿毛                                                  | Laredo Lass                                                                | Fortunate Isle        |                  |
| 母 サイレントプレアー 1992 栗毛                                            | 母の父*サンデーサイレンス Sunday Silence 1986 青鹿毛                       | Halo                                                                       | Hail to Reason        | Hail to Reason   |
| 母 サイレントプレアー 1992 栗毛                                            | 母の父*サンデーサイレンス Sunday Silence 1986 青鹿毛                       | Halo                                                                       | Cosmah                |                  |
| 母 サイレントプレアー 1992 栗毛                                            | 母の父*サンデーサイレンス Sunday Silence 1986 青鹿毛                       | Wishing Well                                                               | Understanding         | Understanding    |
| 母 サイレントプレアー 1992 栗毛                                            | 母の父*サンデーサイレンス Sunday Silence 1986 青鹿毛                       | Wishing Well                                                               | Mountain Flower       |                  |
| 母 サイレントプレアー 1992 栗毛                                            | 母の母*ジェントルスピリット Gentle Spirit 1984 鹿毛                        | Nijinsky                                                                   | Northern Dancer       | Northern Dancer  |
| 母 サイレントプレアー 1992 栗毛                                            | 母の母*ジェントルスピリット Gentle Spirit 1984 鹿毛                        | Nijinsky                                                                   | Flaming Page          |                  |
| 母 サイレントプレアー 1992 栗毛                                            | 母の母*ジェントルスピリット Gentle Spirit 1984 鹿毛                        | Banderole                                                                  | Hoist the Flag        | Hoist the Flag   |
| 母 サイレントプレアー 1992 栗毛                                            | 母の母*ジェントルスピリット Gentle Spirit 1984 鹿毛                        | Banderole                                                                  | Mrs.Peterkin F-No.4-r |                  |

近親にエリザベス女王杯勝ちのクィーンスプマンテがいる。